# Tales of Symphonia
Tales of Symphonia és un videojoc per a la consola Gamecube. Desenvolupat originalment sota el títol provisori Tales of Phantasia, el joc es va llançar com Tales of Symphonia el febrer de 2003. El 2013 va sortir la versió per Playstation. El 2023 se'n va publicar una nova còpia mestre adaptada a l'evolució de les plataformes, que no fa l'unanimitat de la crítica.

## Argument
El joc té lloc en un món fictici anomenat Sylvarant. S'hi segueixen les aventures de Lloyd Irving. Lloyd acompanya la seva amiga de la infància, Colette Brunel, que està destinada a fer un viatge per salvar el seu món. A mesura que avança, aprenen que salvar Sylvarant posa en perill Tethe'alla, un món paral·lel al seu. Fa molt temps, existí un gran arbre que era la font de tot el «mana» una mena d'energia universal.
Abansuna raça d'éssers anomenats Desians, assaltaven el món, però van ser apartats per la deessa Martel. Malauradament, com la font del mana ha apocat, també ho ha fet la tanca de l'apartat; com a resultat, els Desians han ressorgit i han segrestats humans en camps de treball i experimentació. Genis, la seva germana gran i mestra d'escola Raine, el mercenari Kratos i, finalment, un grup d'altres que s'afegeixen al duet de Lloyd i Colette, en una aventura que va molt més enllà del que sembla al començament.